# Vollstedt
Vollstedt (frisó septentrional Fåålst, danès Folsted) és un municipi del districte de Nordfriesland, dins l'Amt Mittleres Nordfriesland, a l'estat alemany de Slesvig-Holstein. És a uns 3 km a l'est de Bredstedt a mitj camí entre Husum i Niebüll. El 31 de desembre del 2023 tenia 193 habitants.
És un assentament molt antic a l'Ochsenweg de Jutlàndia cap a Hamburg i del camí ral cap a Flensburg.